# حبيل قبقوب (طور الباحة)

تعديل مصدري - تعديل

حبيل قبقوب هي إحدى قرى عزلة طور الباحة بمديرية طور الباحة التابعة لمحافظة لحج، بلغ تعداد سكانها 114 نسمة حسب تعداد اليمن لعام 2004.